# Josée Contreras
Pour les articles homonymes, voir Contreras.
Ne pas confondre avec José Contreras.
Josée Contreras, née à Oran le 23 septembre 1939 et morte à Paris 15e le 19 septembre 2021, est une psychanalyste, autrice française et militante féministe. 

## Biographie
Présente lors de la réunion qui a conduit à la création collaborative de la chanson qui deviendra l'Hymne du MLF, elle suggère alors d'adopter pour cette dernière, l'air du Chant des Marais,.

## Publications
- Jeanne Favret-Saada et Josée Contreras, Corps pour corps : enquête sur la sorcellerie dans le bocage, Gallimard, 1993 (1re éd. 1981), 368 p..
- Jeanne Favret-Saada (en collaboration avec Josée Contreras), Le christianisme et ses juifs : 1800-2000, Seuil, 2004, 497 p..
- Josée Contreras J. et J. Favret-Saada, 1990, « Ah ! la féline, la sale voisine… », Terrain, n° 14, pp. 20-31[5].

### Traduction
- Paola Tabet (trad. Josée Contreras), La grande arnaque : sexualité des femmes et échange économico-sexuel, Paris, Budapest, Torino, l'Harmattan, 2004, 207 p..